# Вади серця
Вади серця (лат. vitia cordis) — стійкі патологічні зміни в будові серця і судин, що від нього відходять.
Розрізняють вроджені і набуті вади серця. Вроджені — наслідок аномального формування серця і великих судин у перші 3—8 тижнів внутрішньоутробного розвитку плода, якому сприяла шкідлива дія деяких зовнішніх факторів, захворювання матері, природжена спадковість. Деякі вади серця виникають у перші 2—3 місяці життя людини в результаті порушення перебудови механізму кровообігу плоду на самостійний. Основою вроджених вад серця є:
- патологічні сполучення між шлуночками, передсердями і магістральними судинами (дефекти перегородок або їх відсутність, артеріальна протока тощо);
- аномалії клапанів (звуження, облітерація або недостатність);
- звуження або заростання магістральних судин; ненормальне відходження або впадіння великих судин;
- аномалії розташування серця або його камер, аномалії кровопостачання серця.

Для багатьох вроджених вад серця характерні різні поєднання аномалій серця. На фоні первинних анатомічних змін розвивається вторинна патологія серцевого м'яза, легеневих судин, артеріальної системи великого кола кровообігу. Зміни внутрішньосерцевого кровообігу виявляються в наявності патологічного скидання крові (шунтів) з одного відділу серця (судини) в другий або наявності опору течії крові (шлюзів). Залежно від напряму і величини скидання крові розрізняють вади серця зі збільшеною, наприклад дефекти серцевих перегородок, і зменшеною, наприклад тетрада Фалло або незміненою легеневою течією крові, наприклад коарктація аорти. У хворих зі збільшеним легеневим плином крові підвищується тиск у легеневій артерії, зі зменшеною — знижується насичення артеріальної крові киснем і розвивається синюха, у хворих з ізольованими шлюзами — значне підвищення тиску в камерах серця і судинах.
Вади серця можуть бути «синього» або «білого» типу. Для хворих з вродженими вадами серця характерні задишка, відставання в фізичному розвитку, обмеження рухової активності, схильність до запалення легень, ендокардиту. Діагноз ставлять при наявності шуму, збільшенні розмірів серця і зміни конфігурації серця, змінах на електрокардіограмі, відсутності пульсу на нижніх кінцівках.
Для визначення вродженої вади серця часто застосовують спеціальні методи дослідження: зондування серця, ангіокардіографію тощо. Лікування — хірургічне. Набуті вади серця — наслідок захворювань після народження, найчастіше — ревматизму, рідше — атеросклерозу, септичного ендокардиту, сифілісу. Вони виявляються в недостатності клапанів, звуженні (стенозі) клапанних отворів, в комбінації цих вад. Трапляються також дефекти серцевих перегородок, ураження клапанів в результаті поранення або інфаркту міокарда. Найчастіше бувають вади клапана лівого передсердно-шлуночкового отвору, так звані мітральні вади серця, потім — аортальні, рідше — вади інших клапанів.
Всі ці вади призводять до серцевої недостатності, клінічними ознаками якої є задишка, кашель, прискорення пульсу, збільшення розмірів печінки, поява набряків.
Строк розвитку декомпенсації залежить від характеру вади, його виявлення, перебігу захворювання, яке зумовило формування вади серця, від інтенсивності фізичного навантажень.
Лікування: спрямоване на усунення і профілактику основного захворювання і серцевої недостатності, при необхідності — хірургічне — заміна ушкодженого клапана штучним і усунення стенозу шляхом розширення отвору — так звана комісуротомія.